# Elisabet Ney

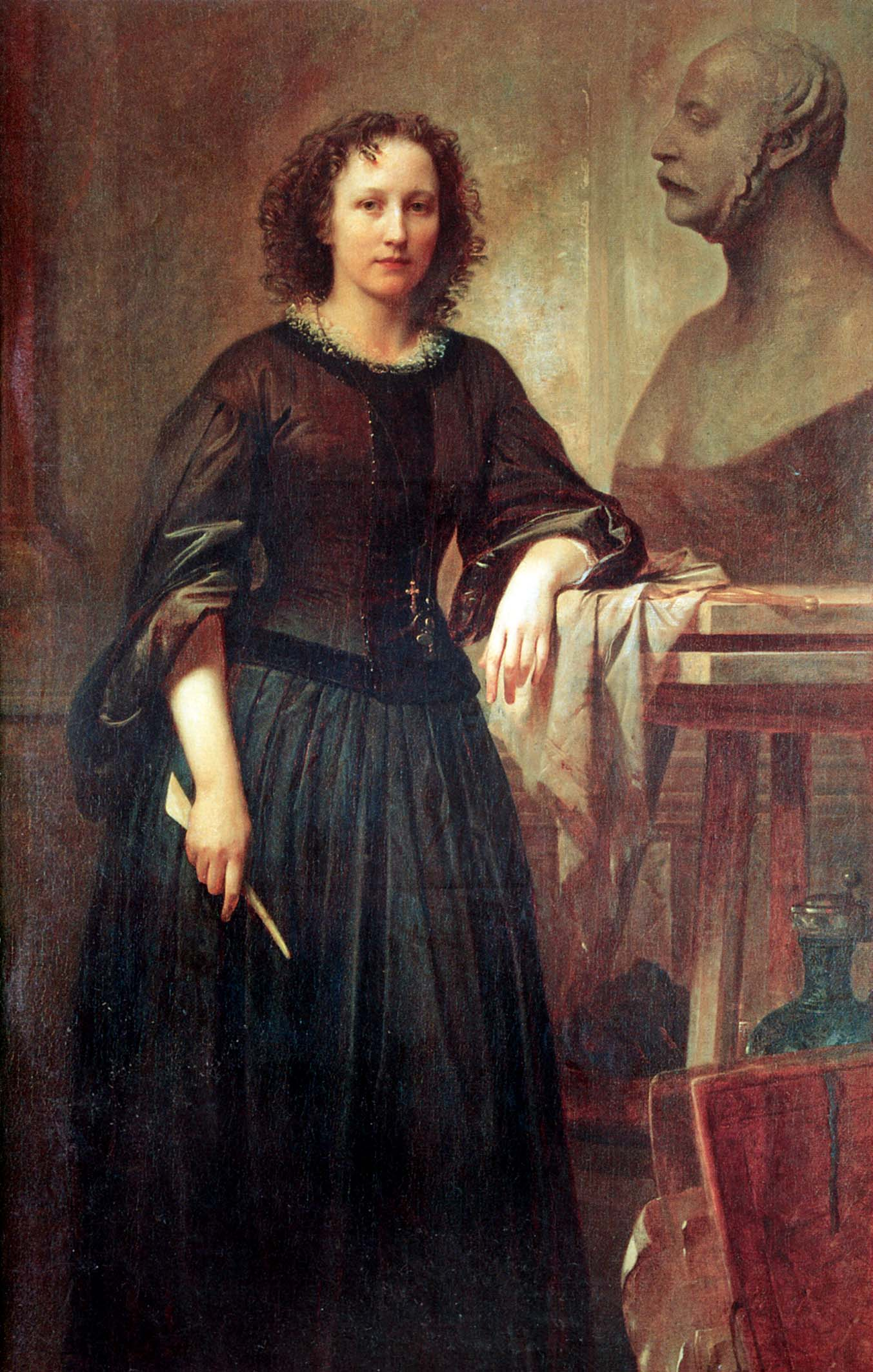
Elisabet Ney 1860 im Leineschloss vor ihrer Büste von König Georg V. von Hannover;
Ölgemälde von Friedrich Kaulbach (Ausschnitt), Niedersächsisches Landesmuseum Hannover

Francisca Bernardina Wilhelmina Elisabetha Ney (* 26. Januar 1833 in Münster; † 29. Juni 1907 in Austin, Texas) war eine deutsch-amerikanische Bildhauerin. Seit Dezember 1856 führte sie den Künstlernamen Elisabet Ney (zeitgenössisch meist falsch Elisabeth geschrieben).

## Ausbildung
Elisabet Ney wurde 1833 in Münster geboren. Sie war eine Großnichte des Marschalls Michel Ney und weltweit eine der ersten Bildhauerinnen, die von ihrem Schaffen leben konnten. Dabei konnte sie auf kein Vorbild zurückgreifen, das ihr den Lebensweg als kreative Frau zu persönlicher und wirtschaftlicher Unabhängigkeit vorgelebt hätte. Frauen, gar berufstätige Frauen, kamen jenseits des Adels in der Öffentlichkeit vor 1871 so gut wie gar nicht vor.
Da ihr Vater Adam Ney Bildhauer war, lernte sie von ihm wahrscheinlich die Grundkenntnisse ihrer Arbeit. Das selbstbewusste und eigenwillige Mädchen setzte nach Angaben ihrer Biografin durch Hungerstreik ihre Ausbildung als Bildhauerin durch. So wurde sie im November 1852 als Studentin und erste Bildhauerin überhaupt in die Münchner Akademie der Künste aufgenommen und ging 1854 nach Berlin, um sich bei Christian Daniel Rauch – dem damals führenden Bildhauer im deutschsprachigen Raum – weiterzubilden. Auch wenn sie nie in der Akademie der Künste in Berlin eingeschrieben war, erhielt sie jedoch aufgrund ihres Talentes in Entwurf und Ausführung ein Stipendium für ein Jahr. Sie gehörte zum engeren Schülerkreis und arbeitete mit anderen im Atelier von Rauch – im so genannten „Königlichen Lagerhaus“ – an der Ausführung der Werke des Meisters mit.

## Das künstlerische Schaffen in Europa: 1858 bis 1870

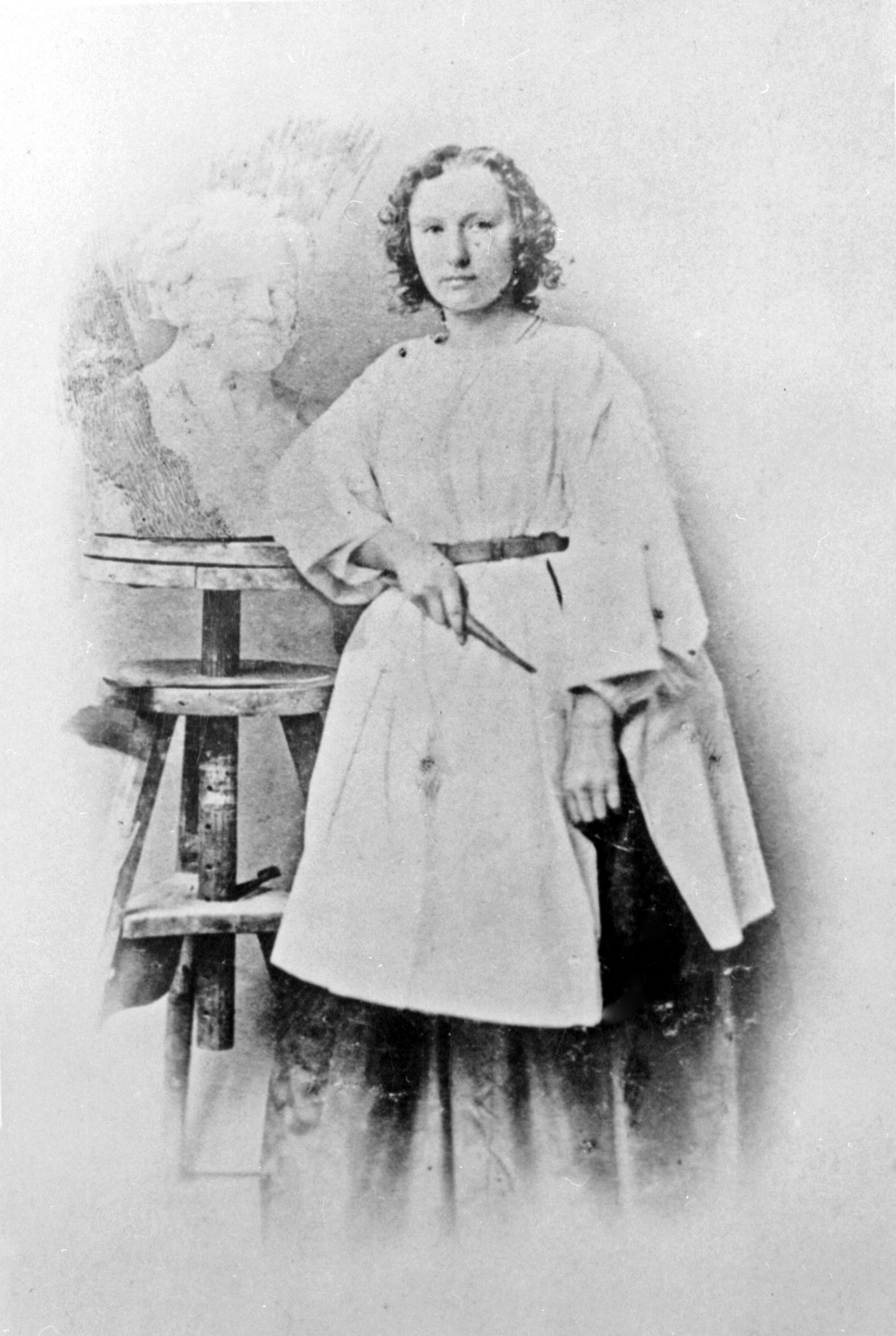
Dieses Foto zeigt die noch junge Künstlerin vor der Büste Arthur Schopenhauers, die sie im Jahr 1859 schuf

Schon früh hatte Ney erkannt, dass die Aufträge sich nicht von selbst einstellen würden. Mit besonderer Hartnäckigkeit verfolgte sie deshalb das Akquirieren von Aufträgen, beispielsweise des Porträts von Arthur Schopenhauer (1788–1860). Der allseits bekannte Frauenhasser war fasziniert von der jungen Frau, die ihn dazu brachte, sich 1859 in vielen Stunden und Sitzungen, kurz vor seinem Tod, porträtieren zu lassen. So schrieb er: „Sie arbeitet den ganzen Tag bei mir. Wenn ich vom Essen komme, trinken wir zusammen Kaffee, sitzen beieinander auf dem Sopha, da komme ich mir dann vor wie verheiratet.“ Schopenhauer nannte sie in einem Brief an einen Freund „sehr hübsch und unbeschreiblich liebenswürdig“ sowie „das liebenswürdigste Mädchen, so nur je vorgekommen. Ich habe nicht geglaubt, daß es ein so liebenswürdiges Mädchen geben könnte.“ Er schwärmte sogar: „Wir harmonierten wundervoll“. Elisabet Neys Büste bezeichnete er als „aufs schönste gelungen“.
1862 erhielt sie den Auftrag für vier Standbilder für den Saal des Ständehauses in Münster: Wolter von Plettenberg, Graf Engelbert von der Mark, Franz von Fürstenberg und Justus Möser. Seit 1868 lebte und arbeitete sie wieder in München – von 1869 bis 1870 in Schloss Suresnes. Sie hatte Anteil an der Gestaltung der Neuen Polytechnischen Hochschule unter Gottfried von Neureuther (1811–1887) und porträtierte König Ludwig II. von Bayern lebensgroß. Außerdem fertigte sie Büsten von Arthur Schopenhauer, Giuseppe Garibaldi (1865), Otto von Bismarck (1867), Justus Liebig, Friedrich Wöhler, Jakob Grimm (1863), Joseph Joachim, Amalie Joachim, Karl August Varnhagen von Ense, Eilhard Mitscherlich und Papst Pius IX., außerdem einen gefesselten Prometheus und einen Heiligen Sebastian.
Außerdem stellte sie 1861 ihre Werke im Pariser Salon aus sowie auf zwei Weltausstellungen. 1871 siedelte Ney nach Amerika über. In den Jahren 1897 und 1903 weilte Elisabet Ney jeweils für einige Monate in München.

## Künstlerisches Schaffen in Amerika

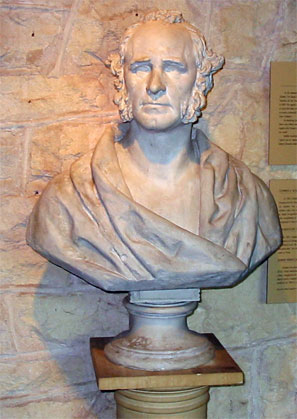
Büste von Sam Houston im Elisabet Ney Museum

Nach ihrer Auswanderung nach Texas bekam sie den Auftrag, die Büsten von Sam Houston und Stephen F. Austin für die Weltausstellung in Chicago 1893 zu schaffen, beide hat sie im Auftrag des Staates Texas 1903 auch als Denkmalstatuen ausgeführt. Die Büsten sind heute jeweils im Texas State Capitol in Austin und in der National Statuary Hall Collection im Kapitol in Washington, D.C. zu betrachten. Außerdem schuf sie ein Grabdenkmal von Albert Sidney Johnston (heute auf dem Texas State Cemetery), eine Büste des ermordeten Präsidenten James A. Garfield sowie eine Lady Macbeth, heute in der Sammlung des Smithsonian American Art Museum.

## Privatleben
Auch in ihrem alltäglichen Leben war Ney eine besondere Persönlichkeit: Sie befasste sich mit gesunder Ernährung, verweigerte sich der allseits einschnürenden Mode der Zeit und war Jahrzehnte vor der Reformkleid-Bewegung der Jahrhundertwende in lange, wallende Gewänder gehüllt, die ihr nicht nur genügend Bewegungsspielraum für ihre Arbeit ließen. In Heidelberg 1853/1854 lernte sie den schottischen Arzt Edmund D. Montgomery kennen. Trotz ihrer Trauung auf Madeira am 7. November 1863 machten beide ihre Hochzeit nicht bekannt. Elisabet Ney wollte nach außen hin ihre Selbständigkeit in keiner Weise berührt sehen. Ihren Künstlernamen hatte sie 1856 gefunden und hielt an ihm ebenso wie an ihrer Kurzhaarfrisur (mindestens seit 1854) und an ihrem vorgegebenen „Fräuleinimage“ bis ans Lebensende fest.

## Leben in Texas
Trotz eines erfolgreichen Künstlerlebens in München, das ihr immerhin den Erwerb eines stattlichen Hauses mit Atelier ermöglichte, wanderte sie mit ihrem Mann Edmund D. Montgomery 1871 in die USA aus. 1873 kauften sie eine Farm, die Liendo Plantation in Hempstead, Waller County, Texas. Dort begann ein langer, am Ende erfolgloser Lebensabschnitt als Farmerin, der mit wirtschaftlichen Schwierigkeiten endete. Elisabet Ney hatte dort eigenständig die Farm Liendo betrieben und ihr Gatte Edmond Montgomery hatte neben seiner wissenschaftlichen Tätigkeit versucht, eine Schule für die befreiten schwarzen Sklaven aufzubauen. Nach 17 Jahren erfolglosen Kampfes um die Farm hat sich Elisabet Ney wieder der Kunst zugewendet und ein Atelier in Austin/Texas aufgebaut. Nebenbei war sie auch kunstpolitisch aktiv und begründete eine Gruppe von Kunstinteressierten, die sich für die Gründung einer Kunstakademie in Austin einsetzte. Sie ließ nach ihren eigenen Plänen 1893 ein Ateliergebäude aus Stein errichten.
In Austin/Texas gründete Ney eine Künstlergesellschaft und eine Kunstakademie, deren Präsidentin sie wurde.

## Das weltweit erste Museum für eine bildende Künstlerin

Das Atelier von Elisabet Ney in Austin, Texas

Sie starb 1907 in Austin/Texas und hinterließ ihren künstlerischen Nachlass der dortigen Universität. Es existiert seit 1911 in dem von ihr selbst entworfenen Ateliergebäude ein Museum, das sicherlich das älteste einer Künstlerin gewidmete Museum weltweit ist. In der Sammlung befinden sich viele der originalen Entwurfsbüsten und einige Marmorausführungen aus ihrer Schaffenszeit in Amerika.

## Elisabet Ney im „Drei-Frauen-Museum“ Münster
Am 6. Januar 1932 wurde im Obergeschoss der ehemaligen Johanniterkommende an der Bergstraße ein städtisches Museum zu Ehren dreier bedeutender Frauen der Stadt Münster eröffnet, das schon bald das „Drei-Frauen-Museum“ genannt wurde: Der Dichterin Annette von Droste-Hülshoff wurden drei Räume, Fürstin Amalie von Gallitzin und der Bildhauerin Elisabet Ney jeweils ein Raum gewidmet. Die darin gezeigten Objekte wurden von Privatsammlern zur Verfügung gestellt. Besonderer Blickfang dieses Raumes war das Hauptwerk der Bildhauerin: die Knabengruppe Sursum.
1936 zog der Museumsbereich der Droste-Hülshoff in das Rüschhaus um. Über den Verbleib der Objekte aus den beiden anderen Museumsbereichen ist nichts bekannt. Die Stadt Münster kündigte das seit 1929 bestehende Mietverhältnis mit der fürstlichen Verwaltung Bentheim-Steinfurt, Eigentümer der Johanniterkommende, zum 31. August 1938. Spätestens bis dahin mussten auch diese beiden Zimmer geräumt sein. Inwieweit dies tatsächlich geschah und über den genauen Ablauf, auch zur Rückführung einzelner Objekte zu ihren Besitzern, lässt sich keine gesicherte Aussage treffen. Nicht alle Werke der Bildhauerin, die einst präsentiert wurden, sind heute noch erhalten; ihre Spuren haben sich verloren. Es wurden auch nicht alle Objekte ihren Leihgebern zurückgegeben. Vermutlich wurden viele Werke im Zweiten Weltkrieg zerstört.

## Kunsthistorische Bedeutung von Elisabet Ney

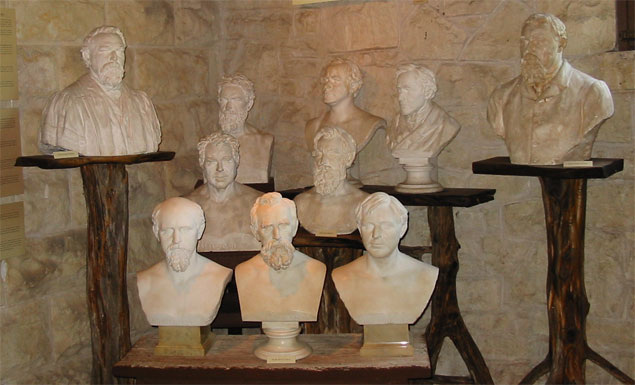
Einige Büsten im Elisabet Ney Museum, Austin/Texas

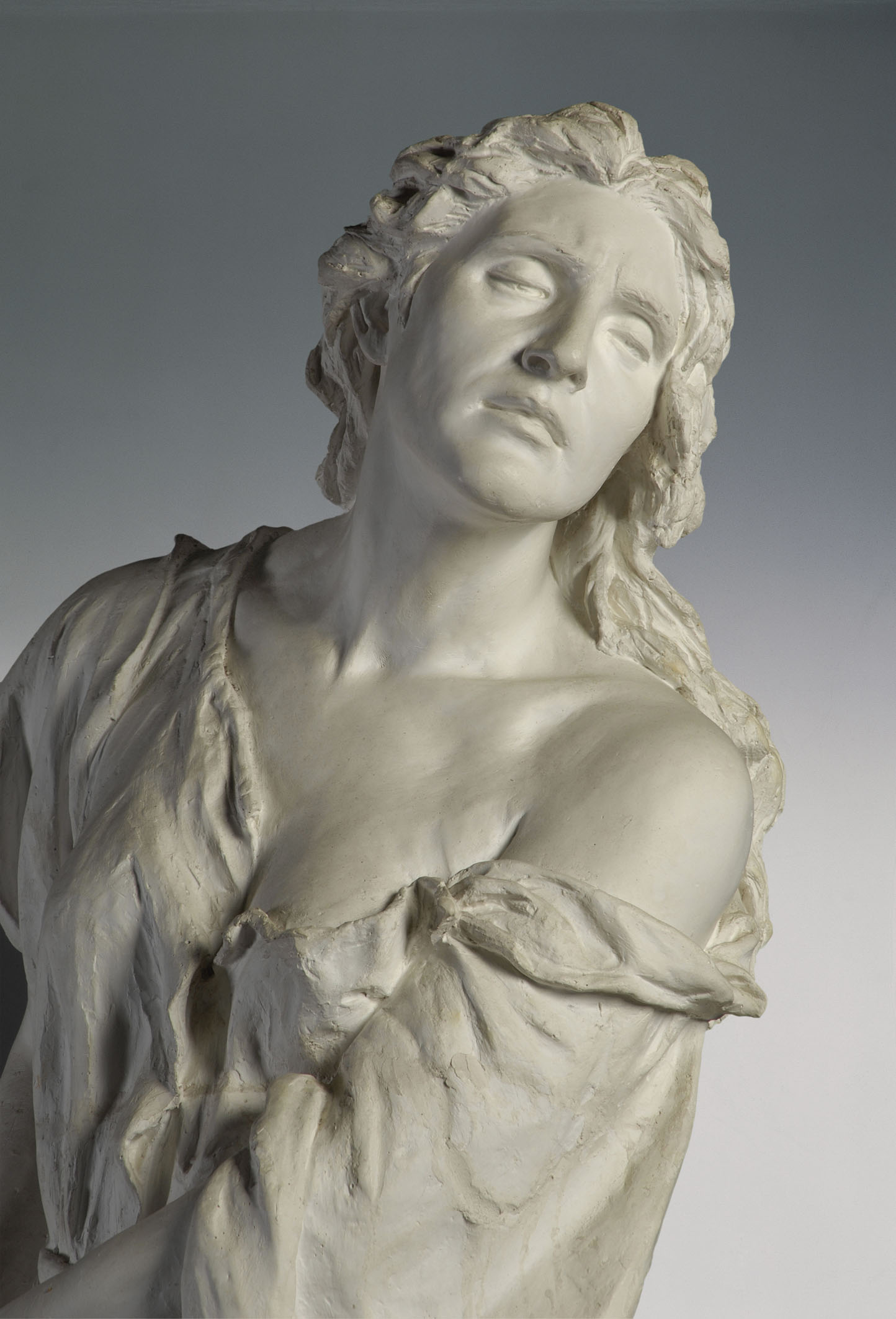
Lady Macbeth

In die US-amerikanische Kunstgeschichtsschreibung findet Elisabet Ney früh Eingang und hat dort auch heute noch ihren Platz. Obwohl ihr Kontakt nach Deutschland nie abgerissen ist, ist sie heute hier weitgehend vergessen. Dies hängt unter anderem mit den Kriegszerstörungen zusammen, denen auch diejenigen Gebäude zum Opfer gefallen sind, in denen sie große Ausstattungsbeiträge geleistet hat: beispielsweise das Ständehaus in Münster oder die Neue Polytechnische Hochschule in München. Doch steht immerhin ein bedeutendes Werk im Mittelpunkt einer touristischen Hochburg: das Standbild Ludwig II. von Bayern auf Schloss Herrenchiemsee. Das überlebensgroße Marmorbild des bayerischen Königs ist im Ludwig-II.-Museum im Schloss zu sehen. Doch der geheimnisumwitterte Ruhm des bayerischen „Märchenkönigs“ lässt kaum Aufmerksamkeit für die Bildhauerin aufkommen.
Die Werke Neys sind in den großen Museen in Berlin, Hannover, München und Weimar sowie in der Universitätsstadt Göttingen vertreten. Eine ihrer ersten Arbeiten, die Varnhagen-Büste, findet sich in der Staatsbibliothek zu Berlin als Bestandteil der Sammlung Varnhagen, die außerdem Briefe, Lebenszeugnisse und ein Gedichtmanuskript enthält (diese Ney-Handschriften werden in der Biblioteka Jagiellońska in Krakau aufbewahrt).
Der wichtigste Aufbewahrungsort ihres Œuvres ist das Elisabet-Ney-Museum in Austin/Texas. Vor allem anhand der Gipsmodelle wird deutlich, mit welcher Intensität sich die Künstlerin bei den stundenlangen Sitzungen mit der porträtierten Persönlichkeit auseinandergesetzt und deren Charaktereigenschaften mit großer Sensibilität in eine belebte Oberfläche gefasst hat. Obwohl Ney dem repräsentativen und klassizistischen Stil der Berliner Bildhauerschule unter deren Oberhaupt Christian Daniel Rauch verbunden blieb, zeichnen insbesondere die Original-Entwurfsbüsten eine psychologische Dimension aus, die ihresgleichen sucht. Im Gegensatz zu später geborenen Künstlerinnen wie Camille Claudel oder Gabriele Münter gelingt es ihr, ein eigenständiges künstlerisches und wirtschaftliches Leben zu führen – wenn auch oft nicht ohne Schulden.
Elisabet Ney starb 1907 und wurde in Liendo beigesetzt – später fand ihr Mann seine letzte Ruhe an ihrer Seite. 1911 wurde ihr zu Ehren die Texas Fine Arts Association begründet.